# Daogu
Daogu (kinesiska: 蹈谷乡, 蹈谷) är en socken i Kina. Den ligger i provinsen Sichuan, i den sydvästra delen av landet, omkring 420 kilometer söder om provinshuvudstaden Chengdu.
Genomsnittlig årsnederbörd är 1 211 millimeter. Den regnigaste månaden är juli, med i genomsnitt 275 mm nederbörd, och den torraste är januari, med 5 mm nederbörd.